# Roads (film)
Roads è un film del 2019 diretto da Sebastian Schipper, presentato in anteprima mondiale al Tribeca Film Festival il 25 aprile 2019.

## Trama
Durante una vacanza con la famiglia in Marocco, Gyllen, un londinese di 18 anni, fugge al volante del camper del suocero. Lungo la strada incontra William, un congolese della sua età, che vuole andare in Francia per ritrovare il fratello scomparso. Abbandonati a se stessi, Gyllen e William decidono di unire le forze. Spinti dalla sete di avventura, i due ragazzi attraversano il Marocco, la Spagna e la Francia per arrivare finalmente a Calais...